# Calamagrostis quadriseta
Calamagrostis quadriseta là một loài thực vật có hoa trong họ Hòa thảo. Loài này được (Labill.) Spreng. mô tả khoa học đầu tiên năm 1824.